# Liga I 2007-2008
Sezonul 2007-2008 al Ligii I (cunoscută și sub numele de Liga I Bürger din motive de sponsorizare) a fost cea de-a 90-a ediție a Campionatului de Fotbal al României, și a 70-a de la introducerea sistemului divizionar. A început pe 27 iulie 2007 și s-a terminat pe 7 mai 2008. Echipa campioană a ieșit CFR Cluj, cea care și-a adjudecat primul titlu din palmares, la 101 ani de la înființarea clubului.
Acesta a fost unul dintre cele mai spectaculoase sezoane ale campionatului intern de fotbal disputate vreodată. Miza mare a locului care accede direct în Liga Campionilor UEFA a făcut ca acest campionat să fie dominat de animozități între echipele adversare. Câștigătoarea titlului a fost CFR 1907 Cluj-Napoca, care la sfârșitul sezonului s-a situat cu un punct peste Steaua București, deși clubul bucureștean a fost penalizat cu 7 puncte în clasament după încheierea sezonului, iar Universitatea Cluj-Napoca cu 6 puncte, în ceea ce s-a numit Dosarul „Valiza”. Echipa din cartierul Gruia a devenit pentru prima dată campioană în istoria de 101 ani a clubului (1907 - 2008) și a dus titlul în afara Bucureștiului pentru prima dată după 17 ani, ultima echipă fiind Universitatea Craiova. Lupta a fost animată și la subsolul clasamentului, unde lupta  pentru rămânerea în primul eșalon a fost acerbă. Cele 4 echipe retrogradate au fost: Universitatea Cluj-Napoca, FCM UT Arad, Dacia Mioveni respectiv Ceahlăul Piatra-Neamț.
Campionatul s-a terminat mai devreme decât de obicei în vederea pregătirii echipei naționale de fotbal pentru Campionatul European de Fotbal 2008.

## Echipe

### Stadioane
| Politehnica Timișoara    | Steaua București | FC U Craiova | Gloria Buzău               |
| ------------------------ | --- | --- | -------------------------- |
| Dan Păltinișanu          | Steaua | Ion Oblemenco | Municipal                  |
| Capacitate: 32.972       | Capacitate: 28.365 | Capacitate: 25.252 | Capacitate: 18.000         |
|                          | | |                            |
| Ceahlăul Piatra Neamț    | Farul Constanța | Dinamo București | Oțelul Galați              |
| Ceahlăul                 | Farul | Dinamo | Oțelul                     |
| Capacitate: 17.500       | Capacitate: 15.520 | Capacitate: 15.032 | Capacitate: 13.500         |
|                          | | |                            |
| CFR Cluj                 | BucureștiBuzăuCFRCeahlăulUniversitateaDaciaFarulGloriaOțelulPanduriiPoli IașiPolitehnicaUniversitateaUrziceniUTAVasluiEchipele din București: · Dinamo · Rapid · SteauaLiga I 2007-2008 (România) DinamoRapidSteaua Locația echipelor din București. | BucureștiBuzăuCFRCeahlăulUniversitateaDaciaFarulGloriaOțelulPanduriiPoli IașiPolitehnicaUniversitateaUrziceniUTAVasluiEchipele din București: · Dinamo · Rapid · SteauaLiga I 2007-2008 (România) DinamoRapidSteaua Locația echipelor din București. | Rapid București            |
| Dr. Constantin Rădulescu | BucureștiBuzăuCFRCeahlăulUniversitateaDaciaFarulGloriaOțelulPanduriiPoli IașiPolitehnicaUniversitateaUrziceniUTAVasluiEchipele din București: · Dinamo · Rapid · SteauaLiga I 2007-2008 (România) DinamoRapidSteaua Locația echipelor din București. | BucureștiBuzăuCFRCeahlăulUniversitateaDaciaFarulGloriaOțelulPanduriiPoli IașiPolitehnicaUniversitateaUrziceniUTAVasluiEchipele din București: · Dinamo · Rapid · SteauaLiga I 2007-2008 (România) DinamoRapidSteaua Locația echipelor din București. | Giulești-Valentin Stănescu |
| Capacitate: 12.813       | BucureștiBuzăuCFRCeahlăulUniversitateaDaciaFarulGloriaOțelulPanduriiPoli IașiPolitehnicaUniversitateaUrziceniUTAVasluiEchipele din București: · Dinamo · Rapid · SteauaLiga I 2007-2008 (România) DinamoRapidSteaua Locația echipelor din București. | BucureștiBuzăuCFRCeahlăulUniversitateaDaciaFarulGloriaOțelulPanduriiPoli IașiPolitehnicaUniversitateaUrziceniUTAVasluiEchipele din București: · Dinamo · Rapid · SteauaLiga I 2007-2008 (România) DinamoRapidSteaua Locația echipelor din București. | Capacitate: 11.704         |
|                          | BucureștiBuzăuCFRCeahlăulUniversitateaDaciaFarulGloriaOțelulPanduriiPoli IașiPolitehnicaUniversitateaUrziceniUTAVasluiEchipele din București: · Dinamo · Rapid · SteauaLiga I 2007-2008 (România) DinamoRapidSteaua Locația echipelor din București. | BucureștiBuzăuCFRCeahlăulUniversitateaDaciaFarulGloriaOțelulPanduriiPoli IașiPolitehnicaUniversitateaUrziceniUTAVasluiEchipele din București: · Dinamo · Rapid · SteauaLiga I 2007-2008 (România) DinamoRapidSteaua Locația echipelor din București. |                            |
| Politehnica Iași         | BucureștiBuzăuCFRCeahlăulUniversitateaDaciaFarulGloriaOțelulPanduriiPoli IașiPolitehnicaUniversitateaUrziceniUTAVasluiEchipele din București: · Dinamo · Rapid · SteauaLiga I 2007-2008 (România) DinamoRapidSteaua Locația echipelor din București. | BucureștiBuzăuCFRCeahlăulUniversitateaDaciaFarulGloriaOțelulPanduriiPoli IașiPolitehnicaUniversitateaUrziceniUTAVasluiEchipele din București: · Dinamo · Rapid · SteauaLiga I 2007-2008 (România) DinamoRapidSteaua Locația echipelor din București. | FC Vaslui                  |
| Emil Alexandrescu        | BucureștiBuzăuCFRCeahlăulUniversitateaDaciaFarulGloriaOțelulPanduriiPoli IașiPolitehnicaUniversitateaUrziceniUTAVasluiEchipele din București: · Dinamo · Rapid · SteauaLiga I 2007-2008 (România) DinamoRapidSteaua Locația echipelor din București. | BucureștiBuzăuCFRCeahlăulUniversitateaDaciaFarulGloriaOțelulPanduriiPoli IașiPolitehnicaUniversitateaUrziceniUTAVasluiEchipele din București: · Dinamo · Rapid · SteauaLiga I 2007-2008 (România) DinamoRapidSteaua Locația echipelor din București. | Municipal                  |
| Capacitate: 11.390       | BucureștiBuzăuCFRCeahlăulUniversitateaDaciaFarulGloriaOțelulPanduriiPoli IașiPolitehnicaUniversitateaUrziceniUTAVasluiEchipele din București: · Dinamo · Rapid · SteauaLiga I 2007-2008 (România) DinamoRapidSteaua Locația echipelor din București. | BucureștiBuzăuCFRCeahlăulUniversitateaDaciaFarulGloriaOțelulPanduriiPoli IașiPolitehnicaUniversitateaUrziceniUTAVasluiEchipele din București: · Dinamo · Rapid · SteauaLiga I 2007-2008 (România) DinamoRapidSteaua Locația echipelor din București. | Capacitate: 9.240          |
|                          | BucureștiBuzăuCFRCeahlăulUniversitateaDaciaFarulGloriaOțelulPanduriiPoli IașiPolitehnicaUniversitateaUrziceniUTAVasluiEchipele din București: · Dinamo · Rapid · SteauaLiga I 2007-2008 (România) DinamoRapidSteaua Locația echipelor din București. | BucureștiBuzăuCFRCeahlăulUniversitateaDaciaFarulGloriaOțelulPanduriiPoli IașiPolitehnicaUniversitateaUrziceniUTAVasluiEchipele din București: · Dinamo · Rapid · SteauaLiga I 2007-2008 (România) DinamoRapidSteaua Locația echipelor din București. |                            |
| Pandurii Târgu Jiu       | BucureștiBuzăuCFRCeahlăulUniversitateaDaciaFarulGloriaOțelulPanduriiPoli IașiPolitehnicaUniversitateaUrziceniUTAVasluiEchipele din București: · Dinamo · Rapid · SteauaLiga I 2007-2008 (România) DinamoRapidSteaua Locația echipelor din București. | BucureștiBuzăuCFRCeahlăulUniversitateaDaciaFarulGloriaOțelulPanduriiPoli IașiPolitehnicaUniversitateaUrziceniUTAVasluiEchipele din București: · Dinamo · Rapid · SteauaLiga I 2007-2008 (România) DinamoRapidSteaua Locația echipelor din București. | Gloria Bistrița            |
| Tudor Vladimirescu       | BucureștiBuzăuCFRCeahlăulUniversitateaDaciaFarulGloriaOțelulPanduriiPoli IașiPolitehnicaUniversitateaUrziceniUTAVasluiEchipele din București: · Dinamo · Rapid · SteauaLiga I 2007-2008 (România) DinamoRapidSteaua Locația echipelor din București. | BucureștiBuzăuCFRCeahlăulUniversitateaDaciaFarulGloriaOțelulPanduriiPoli IașiPolitehnicaUniversitateaUrziceniUTAVasluiEchipele din București: · Dinamo · Rapid · SteauaLiga I 2007-2008 (România) DinamoRapidSteaua Locația echipelor din București. | Gloria                     |
| Capacitate: 9.200        | BucureștiBuzăuCFRCeahlăulUniversitateaDaciaFarulGloriaOțelulPanduriiPoli IașiPolitehnicaUniversitateaUrziceniUTAVasluiEchipele din București: · Dinamo · Rapid · SteauaLiga I 2007-2008 (România) DinamoRapidSteaua Locația echipelor din București. | BucureștiBuzăuCFRCeahlăulUniversitateaDaciaFarulGloriaOțelulPanduriiPoli IașiPolitehnicaUniversitateaUrziceniUTAVasluiEchipele din București: · Dinamo · Rapid · SteauaLiga I 2007-2008 (România) DinamoRapidSteaua Locația echipelor din București. | Capacitate: 7.800          |
|                          | BucureștiBuzăuCFRCeahlăulUniversitateaDaciaFarulGloriaOțelulPanduriiPoli IașiPolitehnicaUniversitateaUrziceniUTAVasluiEchipele din București: · Dinamo · Rapid · SteauaLiga I 2007-2008 (România) DinamoRapidSteaua Locația echipelor din București. | BucureștiBuzăuCFRCeahlăulUniversitateaDaciaFarulGloriaOțelulPanduriiPoli IașiPolitehnicaUniversitateaUrziceniUTAVasluiEchipele din București: · Dinamo · Rapid · SteauaLiga I 2007-2008 (România) DinamoRapidSteaua Locația echipelor din București. |                            |
| Universitatea Cluj       | UTA Arad | Dacia Mioveni | Unirea Urziceni            |
| Ion Moina                | Francisc von Neuman | Orășenesc | Tineretului                |
| Capacitate: 7.600        | Capacitate: 7.287 | Capacitate: 7.000 | Capacitate: 7.000          |
|                          | | |                            |

1. ↑  Capacitatea stadionului Giulești-Valentin Stănescu a fost redusă de la 19.100 la 11.704 din cauza degradării avansate a structurii de rezistență a peluzei sud.
2. ↑  Gloria Bistrița a fost mutată la Stadionul Municipal din Reghin pentru a doua parte a acestui sezon deoarece Stadionul Gloria era în curs de renovare.
3. ↑  Capacitatea stadionului Ion Moina a fost redusă de la 28.000 la 7.600 datorită degradării avansate a structurii de rezistență.

### Personal și statistici
Note: Steagurile indică echipa națională așa cum a fost definit în regulile de eligibilitate FIFA. Jucătorii și antrenorii pot deține mai mult de o naționalitate non-FIFA.
| Echipă                | Ultima promovare | Clasament 2006-07 | Antrenor (numire)        | Căpitan            | Sezoane în Liga I |
| --------------------- | ---------------- | ----------------- | ------------------------ | ------------------ | ----------------- |
| Dinamo                | 1948             | 1                 | Cornel Țălnar (2007)     | Bogdan Lobonț      | 58                |
| Steaua București      | 1947             | 2                 | Marius Lăcătuș (2007)    | Mirel Rădoi        | 59                |
| CFR Cluj              | 2004             | 3                 | Ioan Andone (2007)       | Ricardo Cadú       | 12                |
| Rapid                 | 1990             | 4                 | Marian Rada (2008)       | Vasile Maftei      | 59                |
| Oțelul                | 1991             | 5                 | Petre Grigoraș (2005)    | Gabriel Paraschiv  | 19                |
| Gloria Bistrița       | 1990             | 6                 | Ioan Ovidiu Sabău (2005) | Sandu Negrean      | 17                |
| Politehnica Timișoara | 2002             | 7                 | Dušan Uhrin, Jr. (2007)  | Ionel Ganea        | 40                |
| FC Vaslui             | 2005             | 8                 | Emil Săndoi (2008)       | Sorin Frunză       | 2                 |
| FCU Craiova           | 2006             | 9                 | Nicolò Napoli (2007)     | Dorel Stoica       | 15                |
| Unirea Urziceni       | 2006             | 10                | Dan Petrescu (2006)      | George Galamaz     | 1                 |
| Pandurii              | 2005             | 11                | Eugen Neagoe (2006)      | Florin Stângă      | 2                 |
| UTA Arad              | 2006             | 12                | Ionuț Chirilă (2008)     | Cristian Todea     | 37                |
| Poli Iași             | 2004             | 13                | Ionuț Popa (2004)        | Bogdan Onuț        | 25                |
| Farul                 | 2001             | 14                | Marin Ion (2007)         | Cristian Șchiopu   | 40                |
| Ceahlăul              | 2006             | 15                | Viorel Hizo (2007)       | Alexandru Forminte | 12                |
| U Cluj                | 2007             | 1S2 (Liga a II-a) | Alpár Mészáros (2008)    | Dorin Goga         | 50                |
| Gloria Buzău          | 2007             | 2S1 (Liga a II-a) | Ștefan Stoica            | Alexandru Tudose   | 5                 |
| Dacia Mioveni         | 2007             | 2S2 (Liga a II-a) | Sorin Cârțu (2007)       | Mariko Daouda      | 0                 |

Legendă culori
     Steaua București a participat în faza grupelor Ligii Campionilor 2007-2008
     CFR Cluj și Oțelul au participat în al treilea tur preliminar al Cupei UEFA 2007-2008, Oțelul trecând și prin Cupa UEFA Intertoto 2007, iar Dinamo și Rapid au participat în prima rundă a competiției, Dinamo trecând și prin al treilea tur preliminar al Ligii Campionilor 2007-2008
     Promovată din Liga a II-a 2006-2007

## Clasament
| Loc | Echipă                | Pct. | MJ | V  | E  | Î  | GM | GP | DG  | Calificare sau retrogradare            |
| --- | --------------------- | ---- | -- | -- | -- | -- | -- | -- | --- | -------------------------------------- |
| 1.  | CFR Cluj (C)          | 76   | 34 | 23 | 7  | 4  | 52 | 22 | +30 | Liga Campionilor 2008-09 Faza grupelor |
| 2.  | Steaua București      | 68   | 34 | 23 | 6  | 5  | 51 | 19 | +32 | Liga Campionilor 2008-09 Turul III     |
| 3.  | Rapid                 | 61   | 34 | 18 | 7  | 9  | 52 | 31 | +21 | Cupa UEFA 2008-09 Turul III            |
| 4.  | Dinamo                | 61   | 34 | 17 | 10 | 7  | 55 | 36 | +19 | Cupa UEFA 2008-09 Turul III            |
| 5.  | Unirea Urziceni       | 61   | 34 | 16 | 13 | 5  | 42 | 24 | +18 | Cupa UEFA 2008-09 Turul III            |
| 6.  | Politehnica Timișoara | 57   | 34 | 16 | 9  | 9  | 57 | 44 | +13 | Cupa UEFA 2008-09 Turul III            |
| 7.  | FC Vaslui             | 47   | 34 | 12 | 11 | 11 | 44 | 34 | +10 | Cupa Intertoto 2008 A doua rundă       |
| 8.  | Oțelul                | 46   | 34 | 14 | 4  | 16 | 47 | 50 | −3  |                                        |
| 9.  | FCU Craiova           | 43   | 34 | 12 | 7  | 15 | 42 | 48 | −6  |                                        |
| 10. | Gloria Bistrița       | 42   | 34 | 11 | 9  | 14 | 34 | 40 | −6  |                                        |
| 11. | Poli Iași             | 41   | 34 | 11 | 8  | 15 | 37 | 41 | −4  |                                        |
| 12. | Pandurii              | 40   | 34 | 11 | 7  | 16 | 36 | 43 | −7  |                                        |
| 13. | Farul                 | 40   | 34 | 10 | 10 | 14 | 25 | 38 | −13 |                                        |
| 14. | Gloria Buzău          | 37   | 34 | 10 | 7  | 17 | 30 | 56 | −26 |                                        |
| 15. | Ceahlăul (R)          | 36   | 34 | 10 | 6  | 18 | 33 | 46 | −13 | Retrogradare în Liga a II-a 2008-2009  |
| 16. | Dacia Mioveni (R)     | 31   | 34 | 7  | 10 | 17 | 26 | 43 | −17 | Retrogradare în Liga a II-a 2008-2009  |
| 17. | UTA Arad (R)          | 26   | 34 | 6  | 8  | 20 | 30 | 52 | −22 | Retrogradare în Liga a II-a 2008-2009  |
| 18. | U Cluj (R)            | 17   | 34 | 4  | 11 | 19 | 32 | 58 | −26 | Retrogradare în Liga a II-a 2008-2009  |

1. 1 2  Steaua a fost depunctată cu 7 puncte, iar Universitatea Cluj cu 6 puncte, ambele după sfârșitul sezonului. În perioada 5-7 mai 2008, George Becali, patronul echipei Steaua, a oferit direct și indirect suma de 1,7 milioane euro lui Doboș Anton, președintele clubului Universitatea Cluj, precum și unor jucători ai acestei echipe pentru ca, în ultima etapă a campionatului de fotbal al României 2007-2008, din data de 7 mai 2008, clubul universitar să își apere corect șansele de joc și să facă tot ce este posibil pentru a obține cel puțin un rezultat de egalitate în meciul cu echipa CFR Cluj, contracandidata echipei FC Steaua București la câștigarea titlului de campioană. Vedeți: Dosarul „Valiza”.[2]
2. 1 2 3  RAP: 7 pct; DIN: 5 pct; URZ: 3 pct
3. ↑  Deoarece CFR Cluj a câștigat Cupa României 2007-2008, iar prin intermediul clasării în campionat a obținut o participare într-o competiție europeană, Politehnica Timișoara s-a calificat în al treilea tur preliminar al Cupei UEFA 2008-2009.
4. ↑  Prin intermediul rezultatelor obținute în Cupa UEFA Intertoto 2008, FC Vaslui s-a calificat în al doilea tur preliminar al Cupei UEFA 2008-2009.
5. 1 2  PAN 0-1 FAR; FAR 1-2 PAN

### Pozițiile pe etapă
| Etapă/ Echipă                 | 1        | 2  | 3  | 4  | 5  | 6  | 7  | 8  | 9  | 10 | 11 | 12 | 13 | 14 | 15 | 16 | 17 | 18 | 19 | 20 | 21 | 22 | 23 | 24 | 25 | 26 | 27 | 28 | 29 | 30 | 31 | 32 | 33 | 34 |   |
| ----------------------------- | -------- | -- | -- | -- | -- | -- | -- | -- | -- | -- | -- | -- | -- | -- | -- | -- | -- | -- | -- | -- | -- | -- | -- | -- | -- | -- | -- | -- | -- | -- | -- | -- | -- | -- | - |
| Etapă/ Echipă                 | CFR Cluj | 6  | 6  | 3  | 4  | 3  | 3  | 1  | 1  | 1  | 1  | 1  | 1  | 1  | 1  | 1  | 1  | 1  | 1  | 1  | 1  | 1  | 1  | 1  | 1  | 1  | 1  | 1  | 2  | 2  | 2  | 1  | 2  | 1  | 1 |
| Ceahlăul Piatra Neamț         | 13       | 9  | 12 | 13 | 11 | 11 | 10 | 12 | 13 | 9  | 9  | 10 | 9  | 9  | 10 | 10 | 11 | 10 | 13 | 12 | 14 | 15 | 15 | 16 | 16 | 17 | 17 | 16 | 16 | 16 | 15 | 15 | 15 | 15 |   |
| FC U Craiova                  | 1        | 10 | 11 | 12 | 14 | 16 | 18 | 18 | 17 | 14 | 12 | 16 | 12 | 12 | 14 | 11 | 13 | 14 | 11 | 13 | 11 | 11 | 11 | 10 | 10 | 9  | 9  | 9  | 8  | 8  | 8  | 9  | 11 | 9  |   |
| Dacia Mioveni                 | 14       | 15 | 17 | 18 | 18 | 14 | 14 | 15 | 16 | 17 | 16 | 11 | 11 | 10 | 12 | 12 | 10 | 11 | 12 | 14 | 15 | 14 | 14 | 12 | 12 | 12 | 13 | 13 | 15 | 15 | 16 | 16 | 16 | 16 |   |
| Dinamo București              | 3        | 12 | 5  | 6  | 6  | 9  | 6  | 4  | 6  | 5  | 4  | 5  | 4  | 5  | 6  | 7  | 6  | 5  | 6  | 6  | 6  | 6  | 6  | 6  | 3  | 4  | 4  | 5  | 5  | 5  | 4  | 4  | 4  | 4  |   |
| Farul Constanța               | 18       | 18 | 18 | 15 | 15 | 15 | 15 | 14 | 15 | 16 | 14 | 14 | 13 | 15 | 16 | 17 | 17 | 15 | 16 | 16 | 13 | 13 | 12 | 13 | 15 | 15 | 15 | 14 | 13 | 13 | 12 | 10 | 12 | 13 |   |
| Gloria Bistrița               | 7        | 13 | 7  | 11 | 9  | 8  | 8  | 7  | 8  | 8  | 8  | 8  | 8  | 8  | 8  | 8  | 8  | 8  | 8  | 8  | 8  | 8  | 8  | 8  | 8  | 8  | 8  | 8  | 9  | 9  | 13 | 11 | 13 | 10 |   |
| Gloria Buzău                  | 15       | 17 | 15 | 16 | 16 | 17 | 16 | 16 | 14 | 15 | 17 | 17 | 16 | 13 | 11 | 13 | 12 | 13 | 10 | 11 | 12 | 12 | 13 | 14 | 13 | 14 | 14 | 15 | 14 | 14 | 14 | 14 | 14 | 14 |   |
| Oțelul Galați                 | 16       | 16 | 13 | 14 | 12 | 12 | 11 | 11 | 9  | 10 | 10 | 9  | 10 | 11 | 9  | 9  | 9  | 9  | 9  | 9  | 9  | 9  | 9  | 9  | 9  | 10 | 10 | 10 | 10 | 10 | 9  | 8  | 8  | 8  |   |
| Pandurii Târgu Jiu            | 11       | 8  | 10 | 8  | 8  | 5  | 9  | 9  | 10 | 11 | 11 | 12 | 14 | 14 | 15 | 15 | 15 | 16 | 17 | 17 | 18 | 18 | 17 | 15 | 14 | 13 | 11 | 11 | 11 | 12 | 10 | 12 | 10 | 12 |   |
| Politehnica Iași              | 17       | 11 | 14 | 9  | 10 | 10 | 13 | 13 | 11 | 12 | 13 | 13 | 15 | 17 | 13 | 14 | 14 | 12 | 14 | 10 | 10 | 10 | 10 | 11 | 11 | 11 | 12 | 12 | 12 | 11 | 11 | 13 | 9  | 11 |   |
| Rapid București               | 4        | 5  | 4  | 1  | 2  | 2  | 2  | 5  | 3  | 3  | 2  | 3  | 2  | 2  | 2  | 2  | 2  | 2  | 2  | 2  | 2  | 2  | 3  | 3  | 4  | 3  | 3  | 3  | 3  | 3  | 3  | 3  | 3  | 3  |   |
| Steaua București              | 5        | 1  | 1  | 2  | 4  | 7  | 7  | 8  | 7  | 7  | 6  | 7  | 7  | 7  | 5  | 5  | 5  | 4  | 4  | 5  | 3  | 3  | 2  | 2  | 2  | 2  | 2  | 1  | 1  | 1  | 2  | 1  | 2  | 2  |   |
| Politehnica Știința Timișoara | 2        | 2  | 2  | 7  | 7  | 6  | 5  | 6  | 4  | 4  | 3  | 4  | 6  | 3  | 4  | 4  | 3  | 6  | 5  | 4  | 5  | 4  | 4  | 4  | 6  | 6  | 5  | 6  | 6  | 6  | 6  | 6  | 6  | 6  |   |
| Universitatea Cluj            | 12       | 14 | 16 | 17 | 17 | 18 | 17 | 17 | 18 | 18 | 18 | 18 | 18 | 18 | 18 | 18 | 18 | 18 | 18 | 18 | 17 | 17 | 18 | 18 | 18 | 18 | 18 | 17 | 18 | 17 | 18 | 18 | 18 | 18 |   |
| UTA Arad                      | 8        | 7  | 9  | 10 | 13 | 13 | 12 | 10 | 12 | 13 | 15 | 15 | 17 | 16 | 17 | 16 | 16 | 17 | 15 | 15 | 16 | 16 | 16 | 17 | 17 | 16 | 16 | 18 | 17 | 18 | 17 | 17 | 17 | 17 |   |
| Unirea Urziceni               | 9        | 4  | 8  | 5  | 5  | 4  | 4  | 3  | 2  | 2  | 5  | 2  | 3  | 4  | 3  | 3  | 4  | 3  | 3  | 3  | 4  | 5  | 5  | 5  | 5  | 5  | 6  | 4  | 4  | 4  | 5  | 5  | 5  | 5  |   |
| Vaslui                        | 10       | 3  | 6  | 3  | 1  | 1  | 3  | 2  | 5  | 6  | 7  | 6  | 5  | 6  | 7  | 6  | 7  | 7  | 7  | 7  | 7  | 7  | 7  | 7  | 7  | 7  | 7  | 7  | 7  | 7  | 7  | 7  | 7  | 7  |   |

| Câștigătorii Ligii I, ediția 2007/2008 |
| -------------------------------------- |
| CFR Cluj Primul titlu                  |

## Rezultate
| Oaspeți ► Gazde ▼                          | CFR | CEA | UCR | MIO | DIN | FAR | GBI | GBU | OȚE | PAN | PIA | RAP | STE | TIM | UCL | UTA | URZ | VAS |
| ------------------------------------------ | --- | --- | --- | --- | --- | --- | --- | --- | --- | --- | --- | --- | --- | --- | --- | --- | --- | --- |
| CFR Cluj                                   | —   | 2–1 | 4–1 | 1–0 | 1–1 | 2–1 | 1–0 | 2–0 | 3–1 | 1–2 | 2–1 | 1–0 | 0–0 | 2–2 | 2–0 | 2–0 | 2–0 | 1–0 |
| Ceahlăul Piatra Neamț                      | 0–0 | —   | 1–0 | 1–1 | 0–3 | 0–1 | 2–0 | 4–0 | 0–1 | 2–1 | 1–0 | 0–1 | 0–1 | 2–1 | 3–0 | 1–1 | 0–0 | 1–1 |
| FC U Craiova                               | 1–3 | 3–2 | —   | 1–0 | 1–1 | 4–0 | 1–1 | 3–1 | 1–1 | 1–0 | 2–1 | 1–1 | 1–2 | 2–1 | 1–1 | 0–1 | 0–1 | 2–1 |
| Dacia Mioveni                              | 0–0 | 2–1 | 1–2 | —   | 1–2 | 2–3 | 0–0 | 0–0 | 1–0 | 1–1 | 2–1 | 1–2 | 1–2 | 2–2 | 1–0 | 0–1 | 0–3 | 2–2 |
| Dinamo București                           | 1–2 | 2–1 | 4–4 | 1–1 | —   | 0–0 | 0–1 | 2–0 | 6–1 | 1–2 | 2–1 | 0–2 | 2–1 | 1–1 | 2–1 | 3–1 | 1–1 | 0–2 |
| Farul Constanța                            | 0–2 | 2–0 | 3–1 | 1–1 | 0–1 | —   | 1–0 | 0–0 | 0–2 | 1–2 | 1–1 | 0–0 | 0–1 | 1–1 | 0–0 | 1–0 | 0–1 | 2–1 |
| Gloria Bistrița                            | 2–2 | 0–1 | 0–1 | 1–0 | 1–1 | 1–0 | —   | 3–2 | 2–1 | 3–1 | 2–0 | 1–2 | 1–3 | 0–0 | 2–0 | 2–1 | 2–2 | 0–0 |
| Gloria Buzău                               | 1–2 | 4–1 | 1–0 | 0–1 | 1–2 | 1–0 | 1–0 | —   | 0–4 | 1–3 | 1–1 | 1–0 | 1–1 | 2–1 | 3–2 | 1–0 | 0–0 | 1–1 |
| Oțelul Galați                              | 0–1 | 4–1 | 2–1 | 3–1 | 0–1 | 2–0 | 2–0 | 2–3 | —   | 3–1 | 0–0 | 0–1 | 0–1 | 3–1 | 2–1 | 2–1 | 3–2 | 0–3 |
| Pandurii Târgu Jiu                         | 0–1 | 1–0 | 2–0 | 1–0 | 0–1 | 0–1 | 1–3 | 3–0 | 1–0 | —   | 1–0 | 1–3 | 0–1 | 1–3 | 2–2 | 2–1 | 1–1 | 1–1 |
| Politehnica Iași                           | 1–0 | 1–0 | 2–1 | 1–0 | 2–5 | 1–1 | 2–0 | 3–0 | 2–2 | 1–0 | —   | 0–2 | 2–1 | 2–1 | 3–0 | 4–1 | 2–3 | 0–1 |
| Rapid București                            | 1–2 | 5–1 | 2–0 | 3–0 | 1–2 | 2–0 | 2–2 | 0–0 | 4–2 | 1–0 | 3–0 | —   | 0–3 | 0–1 | 1–2 | 2–3 | 1–1 | 2–1 |
| Steaua București                           | 3–1 | 2–1 | 1–0 | 2–0 | 1–0 | 3–0 | 1–0 | 5–0 | 3–1 | 0–0 | 1–0 | 0–0 | —   | 1–1 | 4–0 | 2–1 | 1–0 | 1–0 |
| Politehnica Știința Timișoara              | 1–0 | 3–2 | 1–3 | 1–2 | 1–1 | 4–1 | 3–1 | 1–0 | 4–1 | 3–1 | 3–1 | 1–1 | 2–0 | —   | 3–0 | 2–0 | 0–0 | 2–1 |
| Universitatea Cluj                         | 0–1 | 1–1 | 2–0 | 0–0 | 1–2 | 1–2 | 2–2 | 1–2 | 2–1 | 1–1 | 1–1 | 1–2 | 2–1 | 1–2 | —   | 2–2 | 0–2 | 2–3 |
| UTA Arad                                   | 0–3 | 0–1 | 0–1 | 1–0 | 1–3 | 0–1 | 0–1 | 2–1 | 0–1 | 3–3 | 0–0 | 1–0 | 1–1 | 2–3 | 1–1 | —   | 1–2 | 1–1 |
| Unirea Urziceni                            | 1–1 | 2–0 | 2–2 | 0–2 | 0–0 | 0–0 | 2–0 | 2–0 | 0–0 | 1–0 | 1–0 | 0–1 | 1–0 | 4–1 | 3–2 | 1–0 | —   | 2–0 |
| Vaslui                                     | 0–2 | 0–1 | 2–0 | 3–0 | 2–1 | 1–1 | 2–0 | 4–1 | 2–0 | 1–0 | 0–0 | 2–4 | 0–1 | 3–0 | 0–0 | 2–2 | 1–1 | —   |
| Câștigă gazdele; Remiză; Câștigă oaspeții. |     |     |     |     |     |     |     |     |     |     |     |     |     |     |     |     |     |     |

## Marcatori
| Nr. crt. | Nume               | Goluri | Echipă                     |
| -------- | ------------------ | ------ | -------------------------- |
| 1        | Ionel Dănciulescu  | 21     | Dinamo                     |
| 2        | Emil Jula          | 17     | Oțelul Galați              |
| 3        | Gigel Bucur        | 16     | Poli Timișoara             |
| 3        | Marko Ljubinković  | 16     | FC Vaslui                  |
| 5        | Florin Costea      | 15     | U Craiova                  |
| 6        | Eugen Trică        | 14     | CFR Cluj                   |
| 6        | Florin Bratu       | 14     | Dinamo                     |
| 8        | Cristian Coroian   | 11     | Gloria Bistrița            |
| 9        | Cristian Fabbiani  | 10     | CFR Cluj                   |
| 10       | Ionuț Mazilu       | 9      | Rapid \ Dnipro             |
| 10       | Nicolae Dică       | 9      | Steaua                     |
| 10       | Cristian Dănălache | 9      | Unirea                     |
| 13       | Adrian Cristea     | 8      | Dinamo                     |
| 13       | Claudiu Ionescu    | 8      | Gloria Buzău               |
| 13       | Ionuț Bâlbă        | 8      | Poli Iași                  |
| 13       | Dorin Goga         | 8      | U Cluj                     |
| 17       | Didi               | 7      | CFR Cluj                   |
| 17       | Pierre Boya        | 7      | Rapid                      |
| 17       | Mihai Dina         | 7      | U Craiova                  |
| 20       | Lucian Burdujan    | 6      | Rapid                      |
| 20       | János Székely      | 6      | Oțelul                     |
| 20       | Antonio Semedo     | 6      | CFR Cluj                   |
| 20       | Ilie Iordache      | 6      | Pandurii                   |
| 20       | Marius Bilașco     | 6      | Unirea                     |
| 20       | Dejan Rušič        | 6      | Poli Timișoara             |
| 20       | Andrei Cristea     | 6      | Poli Timișoara \ Poli Iași |
| 20       | Bogdan Mara        | 6      | Unirea                     |
| 20       | Nemanja Jovanovic  | 6      | U Cluj                     |
| 20       | Cosmin Tilincă     | 6      | Gloria Bistrița            |
| 20       | Bogdan Stancu      | 6      | Unirea Urziceni            |
| 20       | Cristian Bratu     | 6      | Dacia Mioveni              |
| 20       | Marius Onofraș     | 6      | Unirea                     |
| 20       | Alexandru Bălțoi   | 6      | UTA Arad                   |
| 20       | Dejan Rusmir       | 6      | Ceahlăul                   |
| 35       | Césinha            | 5      | Rapid                      |
| 35       | Artavazd Karamyan  | 5      | Poli Timișoara             |
| 35       | Daniel Stan        | 5      | Oțelul Galați              |
| 35       | Alexandru Păcurar  | 5      | Pandurii                   |
| 35       | Mihăiță Pleșan     | 5      | Poli Timișoara \ Steaua    |
| 35       | Gabriel Paraschiv  | 5      | Oțelul Galați              |
| 35       | Jivko Jelev        | 5      | Oțelul Galați              |
| 35       | Radu Doicaru       | 5      | Ceahlăul                   |
| 35       | José Moreno Mora   | 5      | Steaua                     |
| 35       | Dayro Moreno       | 5      | Steaua                     |
| 35       | Mike Temwanjera    | 5      | FC Vaslui                  |